# 大日山
大日山（だいにちさん）は、福井県勝山市および石川県加賀市と小松市にまたがる標高1,368 mの山。加越国境に位置する両白山地のトロイデ型の火山である。

## 概要
山塊は山中・大日山県立自然公園に指定されているとともに、恐竜渓谷ふくい勝山ジオパークに指定されている。山頂からは間近に勝山市や法恩寺山、富士写ヶ岳等を望むことができる。福井県側では「越前大日」もしくは「越前甲」と呼び石川県側では「加賀大日」とも呼ばれる。最高峰は石川県のかたくり避難小屋を登った所にあり、通常これが加賀大日山頂である。山容は稜線が長く大日避難小屋を北に下った1319.6 mの稜線にある三角点があるピークが「越前大日山」（越前甲山）頂である。越前大日山の山名は大日如来を祀った山であることに由来し、古くは『白山紀行』で「大日山」と記されていた。山の形状が兜状なので「兜」と呼ばれてきた。

## 自然
過去鉱山の試掘があったといわれている。石川県側には樹高が10 m、直径が30 cmに達するブナがあり、カンスゲが多く福井県側は木炭製造のための伐採により植林が多い。頂上周辺の緩斜面にはミズキ、オオカメノキ、チシマザサなどが繁茂している。

## 登山
両県から登山道整備されているが、越前甲から加賀大日への稜線ルートは夏場ササ藪が多く迷いやすいので注意が必要である。1967年（昭和42年）正月に、6人が登山中に遭難死した。

### 福井県側からの登山ルート
福井県側からは国道416号に登山口があり、大日峠まで約45分、そこから越前大日山まで稜線伝いに約1時間ほどを要する。駐車場はない。甲の由来となった福井県側の須ヶ倉壁岩場は勝山市側からはっきりと見える。

### 石川県側からの登山ルート
石川県側からは石川県道153号我谷今立塔尾線経由加賀市真砂町を起点にし、小大日山1198.4 mを越えて加賀大日と大日避難小屋から尾根伝いに周遊する登山道が整備されている。

### 周辺の山小屋
- 加賀甲避難小屋
- カタクリ小屋
- 鈴ガ岳避難小屋

## 地理

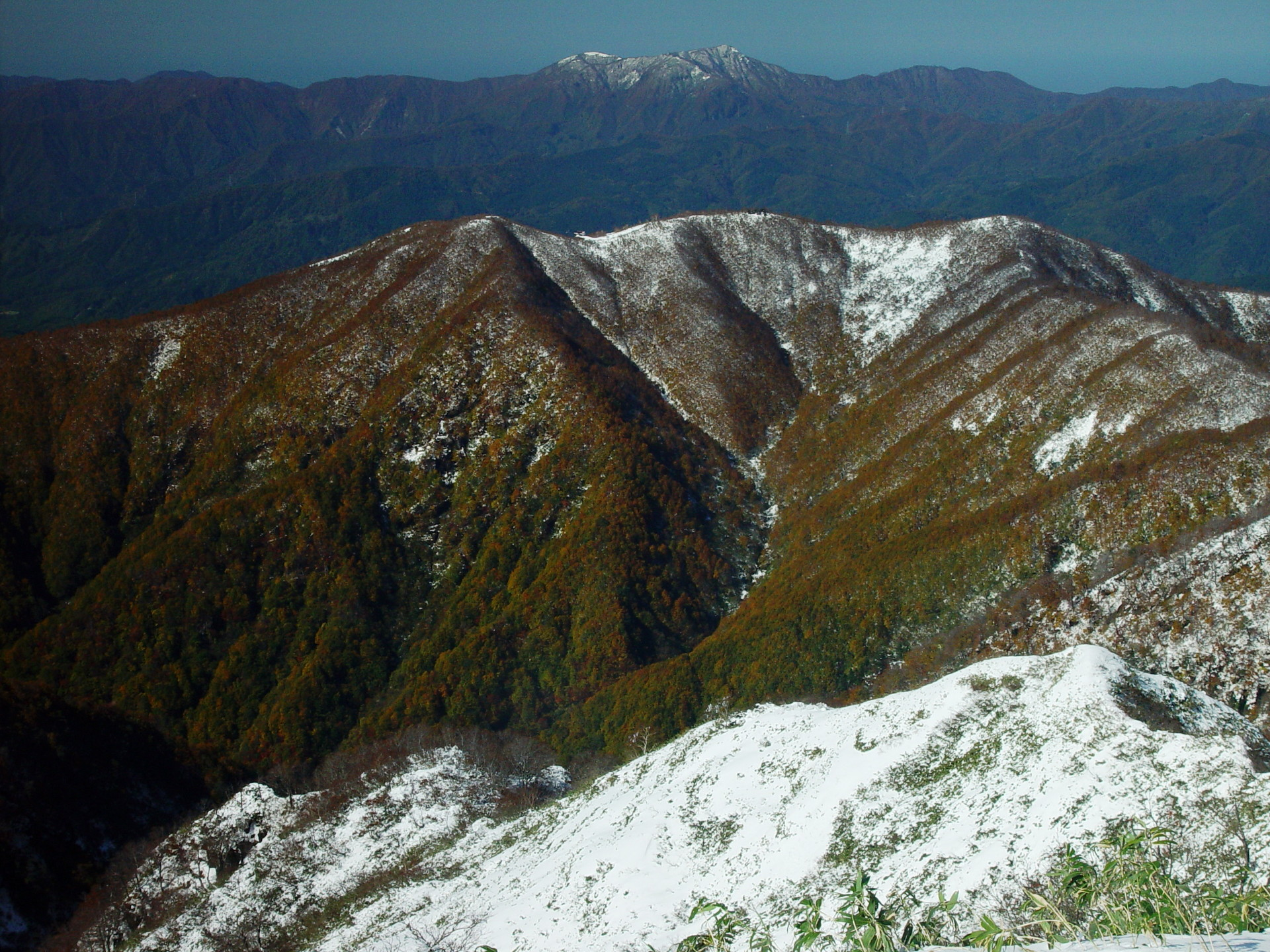
経ヶ岳から望む法恩寺山と大日山(奥)

### 周辺の山
大日山、富士写ヶ岳、鞍掛山の三山は、「江沼三山」または「加南三山」と呼ばれている。
- 富士写ヶ岳 (942 m)
- 浄法寺山
- 鈴ガ岳 (1,175 m)
- 経ヶ岳
- 法恩寺山
- 部子山
- 白山

### 源流の河川
以下の日本海へと流れる河川の源流となる山である。
- 大日川 - 手取川の支流
- 動橋川
- 大聖寺川
- 皿川 - 九頭竜川の支流